# Manuel Bulnes Sanfuentes
Manuel Bulnes Sanfuentes (Santiago, 1 de mayo de 1911-ibídem, 2 de junio de 1975) fue un abogado y político chileno, miembro del Partido Liberal (PL). Se desempeñó como ministro de Defensa Nacional durante el gobierno del presidente Gabriel González Videla entre 1946 y 1947.

## Familia y estudios
Nació Santiago, el 1 de mayo de 1911; hijo de Francisco Bulnes Correa y de Blanca Sanfuentes Echazarreta. Sus hermanos Jaime y Francisco fueron parlamentarios. Procedente de una familia de políticos, fue nieto del presidente Juan Luis Sanfuentes, bisnieto del presidente Manuel Bulnes Prieto y tataranieto de presidente Francisco Antonio Pinto.
Realizó sus estudios primarios y secundarios en el Liceo Alemán de Santiago, continuando los superiores en la carrera de derecho en Pontificia Universidad Católica (PUC). Juró como abogado en 1934.

### Matrimonio e hijos
Se casó con Elena Cerda Echeverría (hija del militante liberal Arturo Cerda Mandiola, y Elena Echeverría Garrido), con quien tuvo nueve hijos: Manuel, Arturo, María Elena, Juan Pablo, Juan Luis, Gonzalo Enrique, Jorge Gonzalo, Ana María y María del Pilar.

## Vida pública
Ejerció como profesor. Ocupó los cargos de director de Seguros de La Sudamérica y del Banco Español-Chile, y llegó a ser director del Banco Central. También fue presidente de la Asociación de Bancos de Chile.
Militante del Partido Liberal (PL), el 3 de noviembre de 1946, fue nombrado por el presidente radical Gabriel González Videla, como ministro de Defensa Nacional, cargo que ejerció hasta el 16 de abril de 1947.